# Diputación Provincial de Palencia
La Diputación Provincial de Palencia es la institución a la que corresponde el Gobierno y la administración autónoma de la provincia de Palencia.
Una de sus funciones fundamentales es colaborar en la gestión de la actividad municipal.

## Edificio

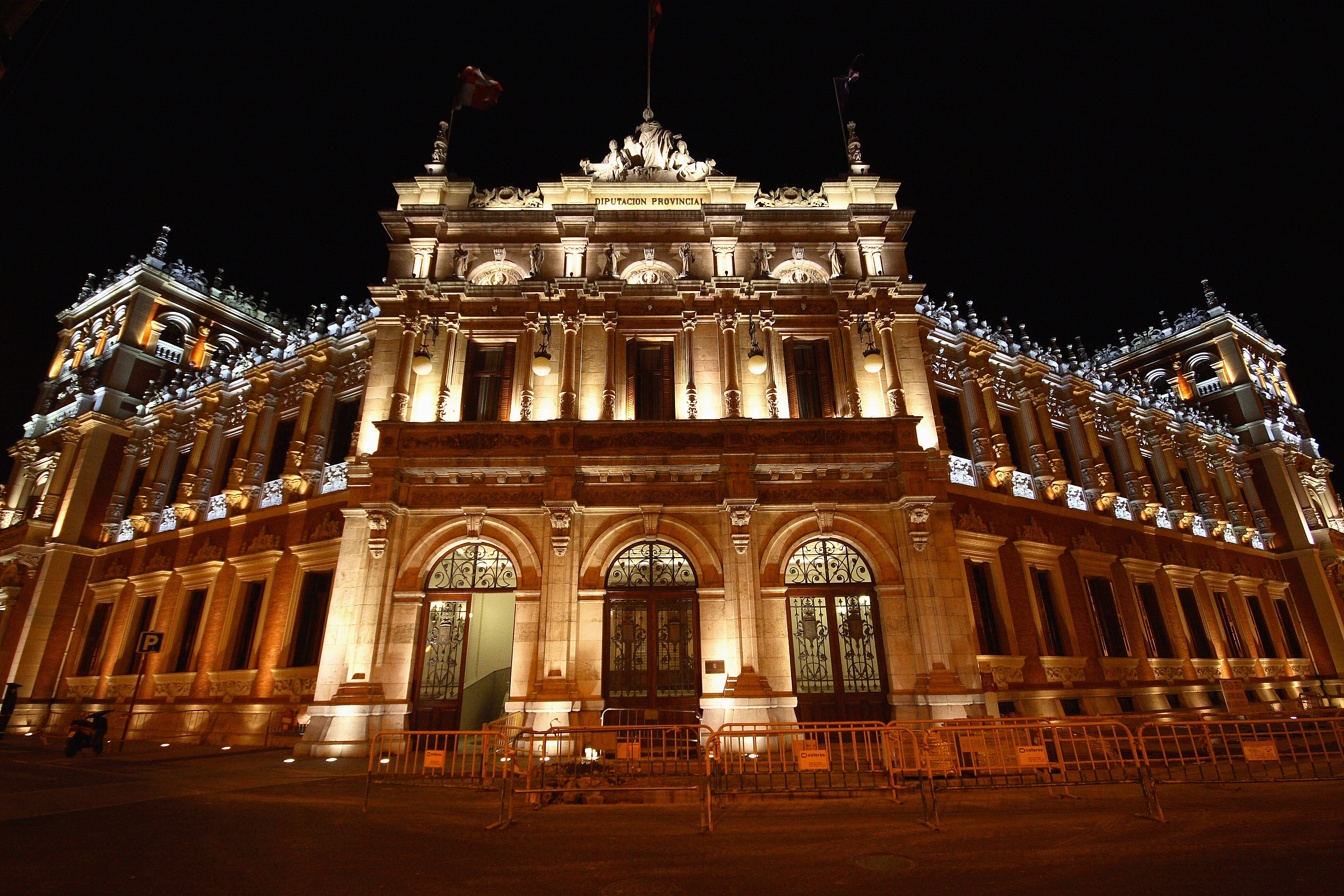
Vista nocturna del edificio de la Diputación Provincial de Palencia, situado en la calle Burgos de la capital palentina.

La sede de la Diputación se encuentra en el Palacio de la Diputación, situado en la calle Burgos, n.º 1 de Palencia. Se trata de un edificio neoclásico y neorrenacentista con influencias barrocas, típico de la primera mitad del siglo XX. Fue inaugurado el 19 de octubre del año 1916, siendo un proyecto del arquitecto palentino Jerónimo Arroyo.

## Composición
Integran la Diputación Provincial, como órganos de Gobierno de la misma, el Presidente, los Vicepresidentes, la Junta de Gobierno y el Pleno.

### Presidencia
La presidenta es María de los Ángeles Armisén Pedrejón, que fue elegida por el pleno de la Diputación en junio de 2019.

#### Presidentes de la Diputación en democracia
| Nombre               | Partido | Periodo     | Incidencias                                                       |
| -------------------- | ------- | ----------- | ----------------------------------------------------------------- |
| Mª Ángeles Armisén   | PP      | 2015 -      | Elegida tras las elecciones locales de 2015 y 2019                |
| Ana María Asenjo     | PP      | 2015        | Elegida tras la defunción del anterior                            |
| José María Hernández | PP      | 2011 - 2015 | Elegido tras las elecciones locales de 2011 Falleció en el cargo. |
| Enrique Luis Martín  | PP      | 1999 - 2011 | Elegido en tres ocasiones (1999, 2003 y 2007)                     |
| Jesús Mañueco        | AP/PP   | 1983 - 1999 | Elegido en cuatro ocasiones (1983, 1987, 1991 y 1995)             |
| Emilio Polo          | UCD     | 1979 - 1983 | Elegido tras las elecciones locales de 1979                       |

### Corporación Provincial
De acuerdo con el Título V de la Ley Orgánica 5/1985, de 19 de junio, del Régimen Electoral General los diputados provinciales son electos indirectamente por los concejales. Por la población de la provincia, la Diputación de Palencia está integrada por 25 diputados.
Actúan como circunscripciones electorales para la elección de diputados los partidos judiciales existentes en 1979, y a cada partido judicial le corresponde elegir el siguiente número de diputados:
| Actual distribución de la Diputación tras las elecciones municipales de 2023 | Actual distribución de la Diputación tras las elecciones municipales de 2023 | Actual distribución de la Diputación tras las elecciones municipales de 2023 | Actual distribución de la Diputación tras las elecciones municipales de 2023 | Actual distribución de la Diputación tras las elecciones municipales de 2023 |
| Partido político                                                             | Votos                                                                        | %                                                                            | Diputados                                                                    |                                                                              |
| ---------------------------------------------------------------------------- | ---------------------------------------------------------------------------- | ---------------------------------------------------------------------------- | ---------------------------------------------------------------------------- | ---------------------------------------------------------------------------- |
| Partido Popular de Castilla y León (PPCyL)                                   | 37.382                                                                       | 41,20%                                                                       | 14                                                                           |                                                                              |
| Partido Socialista de Castilla y León (PSOECyL)                              | 30.288                                                                       | 33,86%                                                                       | 8                                                                            |                                                                              |
| Vox                                                                          | 6.312                                                                        | 7,05%                                                                        | 1                                                                            |                                                                              |
| ¡Vamos Palencia!                                                             | 4.177                                                                        | 4,67%                                                                        | 1                                                                            |                                                                              |
| Unidas Podemos (IU-PODEMOS)                                                  | 3.723                                                                        | 4,28%                                                                        | 1                                                                            |                                                                              |

### Distribución de escaños por partidos judiciales
| Partido judicial      |    |   | VOX | ¡VP! | IU-Podemos | Diputados |
| --------------------- | -- | - | --- | ---- | ---------- | --------- |
| Astudillo             | 1  |   |     |      |            | 1         |
| Baltanás              | 1  |   |     |      |            | 1         |
| Carrión de los Condes | 1  | 1 |     |      |            | 2         |
| Cervera de Pisuerga   | 2  | 1 |     |      |            | 3         |
| Frechilla             | 1  |   |     |      |            | 1         |
| Palencia              | 6  | 6 | 1   | 1    | 1          | 15        |
| Saldaña               | 2  |   |     |      |            | 2         |
| Total                 | 14 | 8 | 1   | 1    | 1          | 25        |